# Gochnatia densicephala
Gochnatia densicephala là một loài thực vật có hoa trong họ Cúc. Loài này được (Cabrera) G.Sancho mô tả khoa học đầu tiên năm 1999.